# Золотарёв, Алексей Иванович
Алексей Иванович Золотарёв (род. 24 июля 1969) — советский, российский и казахстанский игрок в хоккей с мячом, полузащитник, мастер спорта СССР (1990), мастер спорта международного класса Республики Казахстан (2003).

## Карьера
Играть в хоккей с мячом начал в 1980 году в Некрасовке в детской команде «Спартака», с сезона 1985/86 — в школе красногорского «Зоркого».
Игровую карьеру начал в составе «Зоркого» в сезоне 1986/87.
С 1988 по 1990 год был игроком алма-атинского «Динамо», в составе которого стал чемпионом СССР сезона 1989/90.
С 1990 по 1994 год в составе московского «Динамо».
Дальнейшая игровая карьера связана с клубами Швеции, за исключением трёх сезонов, в которых Золотарёв выступал за архангельский «Водник» (2008/09) и московское «Динамо» (2010/11) в высшей лиге чемпионата России, а также за казахстанский «Акжайык» (2006/07), представляющий первенство России среди команд первой лиги.
В высшем дивизионе Аллсвенскан (с 2007 — Элитсерия) выступал за «Бруберг» (1999—2006, 2011—2013) и «Болльнес» в сезоне 2007/08.
Завершив в 2013 году выступления на высшем уровне за «Бруберг», остался в структуре клуба и начал тренерскую деятельность с юношеской командой «Бруберга».
В следующем году продолжил игровую карьеру во второй команде «Бруберга» в Дивизионе 1 (сезоны 2014/15 и 2016/17).
С 2001 по 2011 год выступал за сборную Казахстана, в составе которой стал бронзовым призёром чемпионатов мира 2003 и 2005 годов.
В 2013 году был менеджером сборной Казахстана, с 2014 по 2017 год — в тренерском штабе сборной Казахстана.

## Семья
Младший брат — Андрей Золотарёв — игрок в хоккей с мячом, 5-кратный чемпион мира.

## Достижения
«Динамо» (Алма-Ата)
 Чемпион СССР: 1989/90
«Динамо» (Москва)
 Бронзовый призёр чемпионата СССР: 1990/91

 Серебряный призер чемпионата России: 2010/11

 Финалист Кубка СССР: 1990/91

 Обладатель Кубка России: 2011 (весна)
Сборная СССР (юниорская)
 Бронзовый призёр чемпионата мира среди юниоров: 1988
Сборная Казахстана
 Бронзовый призёр чемпионата мира (2): 2003, 2005

### Комментарии
1. ↑  Количество игр и голов за клуб(ы) в высшем дивизионе чемпионатов СССР/СНГ/России
2. ↑  Результативные передачи